# Česká marketingová společnost
Česká marketingová společnost, zkráceně ČMS, je profesní sdružení v oboru marketingu. Jde o jednu z nejstarších profesních organizací v oboru marketingové komunikace.[zdroj⁠?!] Vznikla v roce 1990. Mezi zakladatele patří její dlouholetá prezidentka Jitka Vysekalová.
Od roku 1995 vydává čtvrtletník Marketing a komunikace. Od roku 2005 uděluje ocenění Marketér roku. Společnost v minulosti organizovala dvakrát do roka ve spolupráci s vydavatelstvím Economia i konference pod značkou Marketing Trend, ty ale od roku 2012 pro nezájem ze strany vydavatelství skončily.
Mezi členy prezidia společnosti byl v minulosti mj. i Gustav Tomek, marketingový pedagog, který byl též předsedou komise Marketéra roku.